# Trška Gorca
Trška Gorca este o localitate din comuna Šentjur, Slovenia, cu o populație de 45 de locuitori.